# Hedeoma pulegioides
Hedeoma pulegioides là một loài thực vật có hoa trong họ Hoa môi. Loài này được (L.) Pers. mô tả khoa học đầu tiên năm 1806.

## Hình ảnh

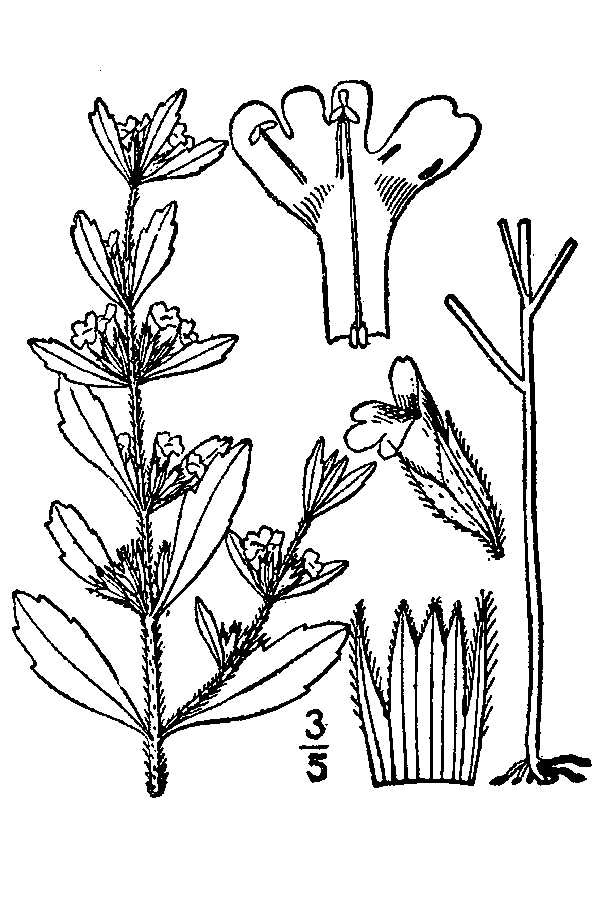
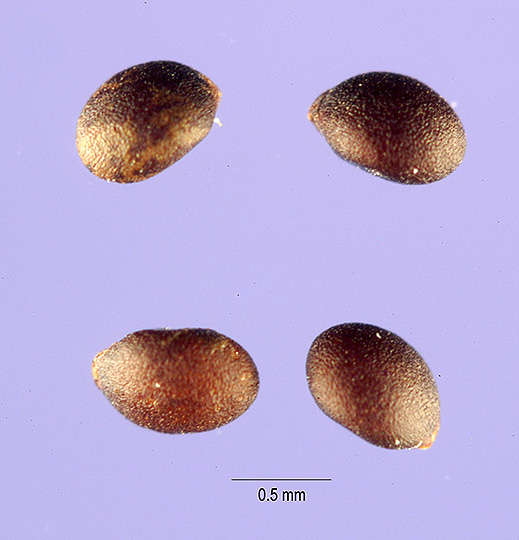